# 津久見市立無垢島中学校
津久見市無垢島中学校（つくみしりつ むくしまちゅうがっこう）は、大分県津久見市の地無垢島にある公立中学校。現在は休校中。

## 通学区域
- 津久見市立無垢島小学校区[1]